# Astronomická observatoř Kazaňské univerzity
Astronomická observatoř Kazaňské univerzity (rusky Астрономическая обсерватория Казанского университета, transkripce Astronomičeskaja observatorija Kazanského universiteta) je astronomické observatorium spadající pod Kazaňskou univerzitu. Nachází se v historickém centru města Kazaň, v univerzitním kampusu. Katedra astronomie byla na Kazaňské univerzitě založena roku 1810 Josephem Johannem von Littrow, pozorování probíhalo zatím jen v provizorních podmínkách. Výstavba budovy observatoře v neoklasicistním stylu začala v roce 1833 a dokončena byla roku 1837. Za formální, oficiální zahájení provozu observatoře je uváděn rok 1838, kdy byl zahájen trvalý provoz. 
V roce 2023 byla observatoř společně s Astronomickou observatoří V. P. Engelhardta zapsána na seznam světového dědictví UNESCO.